# آلیج‌قشلاق
آلیج‌قشلاق (به ترکی آذربایجانی: Alıcqışlaq) یک منطقه مسکونی در جمهوری آذربایجان است که در شهرستان خاچماز واقع شده است. آلیج‌قشلاق ۵۳۲ نفر جمعیت دارد.